# Rachel Lloyd

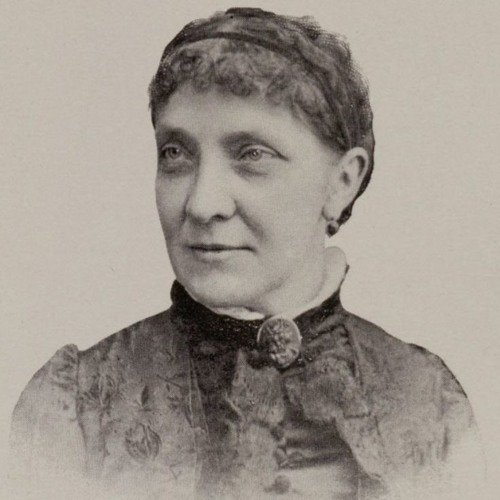
Rachel Lloyd

Rachel Holloway Lloyd (* 26. Januar 1839 in Flushing, Belmont County, Ohio, Vereinigte Staaten; † 7. März 1900 in Beverly, Burlington County, New Jersey, Vereinigte Staaten) war eine amerikanische Chemikerin und Hochschullehrerin. Sie war Professorin für Chemie an der University of Nebraska-Lincoln, wo sie zu den ersten Frauen gehörte, die an einer koedukativen Universität lehrten und forschten. Sie promovierte 1887 als erste Amerikanerin an der Universität Zürich und hatte 1881 als erste Frau Forschungsergebnisse in einer amerikanischen Chemiezeitschrift veröffentlicht.

## Frühe Jahre
Lloyd war eines von fünf Kindern des Quäkerehepaares Robert Smith Holloway und Abigail Taber. Von ihren vier Geschwistern überlebte nur sie das Säuglingsalter. Als sie fünf Jahre alt war, starb ihre Mutter und sieben Jahre später starb auch ihr Vater. Ab ihrem zwölften Lebensjahr wurde sie von ihrer Stiefmutter aus der zweiten Ehe ihres Vaters aufgezogen. Im Alter von 14 Jahren besuchte sie ein Internat in der Nähe von Philadelphia und begann nach ihrem Abschluss an einer Mädchenschule zu unterrichten. 1859 heiratete sie Franklin Lloyd, einen Chemiker bei Powers & Weightman, der in ihrem Haus ein Labor unterhielt, was ihr Interesse an Chemie weckte.
1863 zog sie mit ihrem Ehemann nach Michigan. Nachdem ihre beiden Kinder und ihr Ehemann 1865 gestorben waren, reiste sie zehn Jahre durch Europa. Sie kehrte aufgrund einer finanziellen Krise in die USA zurück, um Arbeit zu finden.

## Ausbildung zur Chemikerin
Nach ihrer Rückkehr unterrichtete Lloyd Chemie am Chestnut Street Female Seminary in Philadelphia. Dort führte sie Laborexperimente in den Lehrplan ein, was in naturwissenschaftlichen Kursen für Frauen und Mädchen zu dieser Zeit ungewöhnlich war. 1875 schrieb sie sich für die Sommerschule der Harvard University ein und belegte in den Sommern von 1875 bis 1883 sieben Chemiekurse und besuchte mehrere Botanikkurse. Die Harvard University akzeptierte, wie die meisten führenden Universitäten derzeit, keine Frauen als reguläre Studierende. Die Sommerschule bot eine Lehrerausbildung an, allerdings ohne die Möglichkeit, einen Abschluss zu machen.
Während ihres Studiums an der Harvard University studierte Lloyd quantitative Chemie bei Charles F. Mabery. 1881 veröffentlichten Mabery und Lloyd ihre Forschungsergebnisse in den Proceedings of the American Academy of Arts and Sciences und im American Chemical Journal. Dies war die erste Veröffentlichung einer Autorin in einer bedeutenden Chemiezeitschrift der USA. Zwei weitere Veröffentlichungen von Mabery und Lloyd folgten 1882 und 1884.
Lloyd unterrichtete kurz an einer Mädchenschule in New York, bevor sie 1882 Dozentin für Chemie und Physik am Hampton College for Women in Louisville (Kentucky) wurde. Zwei Jahre später übernahm sie zusätzlich eine Stelle als Chemiedozentin an der Louisville School of Pharmacy for Women.
1884 bewarb sich Lloyd um eine Stelle als Professorin für Chemie am neu gegründeten Bryn Mawr College, einem Frauencollege außerhalb von Philadelphia. Trotz ihrer langjährigen Lehrerfahrung und eines positiven Zeugnisses von Mabery wurde Lloyds Bewerbung abgelehnt. Das College begründete dies damit, dass sie keinen Abschluss hatte.
Daraufhin studierte Lloyd in Zürich bei dem Chemiker August Victor Merz. Am 21. Februar 1887 promovierte Lloyd im Alter von 48 Jahren an der Universität Zürich mit der Dissertation: On the conversion of some of the homologues of benzolphenol into primary and secondary amines. Sie war die erste Amerikanerin und die zweite Frau weltweit, die einen Doktortitel in Chemie erhielt.

## Professorin an der University of Nebraska-Lincoln

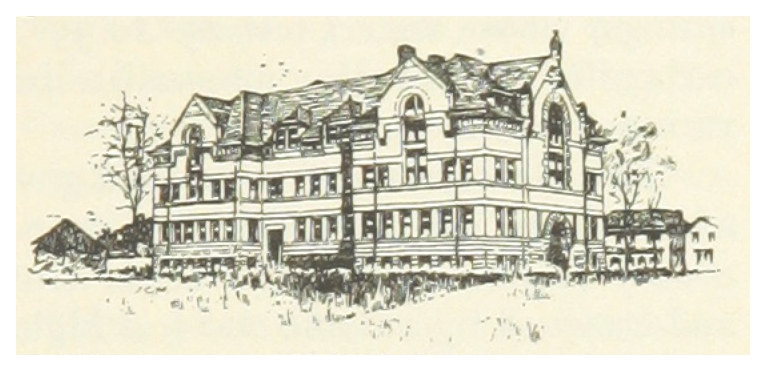
Lincoln University Campus, Nebraska Hall, 1891. British Library

Kurz nach ihrem Abschluss in Zürich erhielt Lloyd einen Brief von Henry Hudson Nicholson dem Leiter der Chemieabteilung der University of Nebraska, mit der Bitte, dort als Dozent zu arbeiten. Nicholson bot Lloyd die Gelegenheit an einer koedukativen Universität zu lehren und zu forschen zu einer Zeit, als die meisten ihrer weiblichen Kolleginnen auf die Lehrtätigkeit an weiterführenden Schulen oder Frauencolleges beschränkt waren.
Lloyd verließ London, wo sie kurzzeitig als Assistentin an der Normal School of Science und der Royal School of Mines, dem heutigen Imperial College London, gearbeitet hatte. Sie kam im Sommer 1887 in Lincoln an, wo die Universität 1869 gegründet worden war. Sie kam ein Jahr nach der Einweihung des Chemielaborgebäudes der Universität an. Lloyd war nach Nicholson das zweite Mitglied der Chemiefakultät und die einzige mit einem Doktortitel. Bei ihrer Ankunft wurde Lloyd zur außerordentlichen Professorin für analytische Chemie ernannt und 1888 wurde sie zur ordentlichen Professorin befördert.

## Zuckerrüben-Forschung
Während ihres Aufenthalts in der Schweiz interessierte sich Lloyd für den Zuckerrübenanbau und hoffte nun ihre Untersuchungen fortzusetzen. Zusätzlich zu ihren Lehrverpflichtungen übernahm Lloyd die Rolle der Assistentin der Chemikerin an der Nebraska Agricultural Experiment Station. Ihre Forschung wurde durch den Hatch Act von 1887 unterstützt, der die Gründung landwirtschaftlicher Versuchsstationen im ganzen Land finanzierte. Nicholson und Lloyd veröffentlichten 1890 den ersten von drei Berichten über die Zuckerproduktion im Staat.
Lloyds umfangreiche Forschungen zu Rüben, vom Zuckergehalt bis hin zu den für das Wachstum erforderlichen Bodeneigenschaften, bildeten die Grundlage für die Gründung der Zuckerrübenindustrie in Nebraska. Innerhalb weniger Jahre ihrer Forschungen wurden Zuckerrüben zu einer der wichtigsten Nutzpflanzen Nebraskas. Bekannt wurde Lloyd durch ihre Analyse des Saccharosegehalts in Zuckerrüben, die in Nebraska angebaut wurden. Ihre Ergebnisse zeigten eine ausreichend hohe Konzentration, die den Bau von Zuckerrübenfabriken in Ames in der Nähe von Fremont (Nebraska) und Grand Island, Nebraska anregte. Diese war die dritte erfolgreiche kommerzielle Zuckerrübenraffinerie in den USA und die erste in den Great Plains. Kurz darauf gründete die Universität eine Zuckerschule, um Arbeiter für die wachsende Zuckerindustrie des Staates auszubilden.
1892 reiste Nicholson nach Europa und während seiner Abwesenheit leitete Lloyd mit allen erforderlichen Befugnissen die Chemieabteilung. Im darauf folgenden Sommer übernahm sie die Leitung der Chemie in der Sommerschule.
Im Sommer 1892 erlitt Lloyd auf einer Reise einen Schlaganfall, von dem sie sich nie vollständig erholte. Aufgrund ihrer gesundheitlichen Probleme gab Lloyd im Frühjahr 1894 ihren Rücktritt von der Universität bekannt.
Lloyd starb 1900 im Alter von 61 Jahren.

## Mitgliedschaften
1889 wurde Lloyd zum Mitglied der American Association for the Advancement of Science gewählt. 1890 und 1891 war Lloyd Mitglied des Wissenschaftsausschusses der Association for the Advancement of Women, einer Organisation, die sich unter anderem für die Ausweitung der Möglichkeiten für Frauen in der Wissenschaft einsetzte. Ebenfalls 1891 wurde Lloyd in einer Klasse, in der auch Nicholson war, zum Mitglied der American Chemical Society gewählt. Lloyd half bei der Gründung einer Reihe von Gesellschaften und Clubs in Lincoln, darunter der Nebraska Academy of Sciences, der Nebraska Local Section der American Chemical Society und des Haydon Art Club der University of Nebraska, dem Vorgänger des Sheldon Museum of Art. Das Sheldon Museum of Art steht heute an der Stelle des ursprünglichen Chemiegebäudes der Universität, in dem Lloyd arbeitete.

## National Historic Chemical Landmark
Der Chemiker Mark Griep setzte sich viele Jahre lang dafür ein, dass Lloyd in die Liste der National Historic Chemical Landmarks der American Chemical Society aufgenommen wurde. Diese Ehrung erhielt sie im Oktober 2014, nachdem Griep die Zeitkapsel von Avery Hall hatte öffnen können, die 1916 in den Grundstein von Avery Hall gelegt worden war. Darin befand sich eine seltene biografische Skizze von Lloyds Schwager Clement Lloyd, die ein hochauflösendes Foto von Lloyd zeigt. Lloyd war die Fakultätsvorsitzende des Fotoclubs der Universität von Nebraska und trotzdem wurde nur dieses eine Foto von ihr gemacht. Die American Chemical Society hat die Forschungs- und Berufsbeiträge von Rachel Lloyd am 1. Oktober 2014 zum National Historic Chemical Landmark an der University of Nebraska–Lincoln erklärt.